# Efland
Efland è un census-designated place (CDP) degli Stati Uniti d'America, situato nello stato della Carolina del Nord, nella contea di Orange. Secondo il censimento del 2020 gli abitanti di Efland ammontavano a 852.
La David Faucette House è stato inserito nel National Register of Historic Places nel 1999.